# Bief
Bief és un municipi francès situat al departament del Doubs i a la regió de Borgonya - Franc Comtat. L'any 2007 tenia 115 habitants.

## Demografia

### Població
El 2007 la població de fet de Bief era de 115 persones. Hi havia 52 famílies de les quals 16 eren unipersonals (8 homes vivint sols i 8 dones vivint soles), 16 parelles sense fills, 16 parelles amb fills i 4 famílies monoparentals amb fills.
La població ha evolucionat segons el següent gràfic:
Habitants censats

### Habitatges
El 2007 hi havia 72 habitatges, 54 eren l'habitatge principal de la família, 13 eren segones residències i 5 estaven desocupats. 64 eren cases i 8 eren apartaments. Dels 54 habitatges principals, 46 estaven ocupats pels seus propietaris, 7 estaven llogats i ocupats pels llogaters i 1 estava cedit a títol gratuït; 5 tenien tres cambres, 12 en tenien quatre i 37 en tenien cinc o més. 47 habitatges disposaven pel capbaix d'una plaça de pàrquing. A 24 habitatges hi havia un automòbil i a 23 n'hi havia dos o més.

### Piràmide de població
La piràmide de població per edats i sexe el 2009 era:
| Homes | Edats   | Dones |
| ----- | ------- | ----- |
| 0     | 95 o +  | 0     |
| 0     | 90 a 94 | 0     |
| 0     | 85 a 89 | 0     |
| 0     | 80 a 84 | 4     |
| 4     | 75 a 79 | 8     |
| 4     | 70 a 74 | 0     |
| 4     | 65 a 69 | 0     |
| 0     | 60 a 64 | 16    |
| 0     | 55 a 59 | 0     |
| 12    | 50 a 54 | 0     |
| 0     | 45 a 49 | 12    |
| 0     | 40 a 44 | 0     |
| 8     | 35 a 39 | 4     |
| 0     | 30 a 34 | 8     |
| 4     | 25 a 29 | 0     |
| 0     | 20 a 24 | 0     |
| 12    | 15 a 19 | 0     |
| 4     | 10 a 14 | 4     |
| 4     | 5 a 9   | 4     |
| 0     | 0 a 4   | 0     |

## Economia
El 2007 la població en edat de treballar era de 79 persones, 49 eren actives i 30 eren inactives. De les 49 persones actives 43 estaven ocupades (21 homes i 22 dones) i 6 estaven aturades (4 homes i 2 dones). De les 30 persones inactives 18 estaven jubilades, 4 estaven estudiant i 8 estaven classificades com a «altres inactius».

### Ingressos
El 2009 a Bief hi havia 52 unitats fiscals que integraven 121 persones, la mediana anual d'ingressos fiscals per persona era de 20.320 €.

### Activitats econòmiques
Dels 4 establiments que hi havia el 2007, 1 era d'una empresa de construcció, 1 d'una empresa d'hostatgeria i restauració i 2 d'empreses d'informació i comunicació.
Dels 2 establiments de servei als particulars que hi havia el 2009, 1 era un paleta i 1 restaurant.
L'any 2000 a Bief hi havia 3 explotacions agrícoles que ocupaven un total de 180 hectàrees.

## Poblacions més properes
El següent diagrama mostra les poblacions més properes.